# Sinsemilia
 (août 2011).
Si vous disposez d'ouvrages ou d'articles de référence ou si vous connaissez des sites web de qualité traitant du thème abordé ici, merci de compléter l'article en donnant les références utiles à sa vérifiabilité et en les liant à la section « Notes et références ».
Sinsemilia, connu également sous le diminutif Sinsé, est un groupe de ska et reggae engagé français originaire de Grenoble formé en 1990. En vingt ans, il donne plus de mille concerts, sa discographie comprend plus de dix albums, dont il vend plus d'un million d'exemplaires. Le groupe est notamment connu pour ses albums Résistances (1998) et Debout les yeux ouverts (2004), ainsi que son single à succès Tout le bonheur du monde (2005). Sinsemilia aura permis une certaine médiatisation du reggae français.

## Nom du groupe
Le groupe tire son nom de l'album Sinsémilia du groupe de reggae jamaïcain Black Uhuru, comme l'explique Mike d'Inca, chanteur de la formation. Ce choix, explique-t-il en 2019, s'est imposé à la fois pour l'esthétique du mot et pour son lien avec une plante interdite en France, une subtile touche de provocation qui amusait les membres du groupe.
Plus précisément, le nom du groupe évoque les plants de cannabis. Il provient de l'espagnol sin semilla, littéralement « sans graine », qui réfère aux plantes parthénocarpiques, c'est-à-dire aux plantes femelles qui produisent des fruits sans avoir été fécondées.
En France, le groupe est fréquemment désigné avec le diminutif Sinsé, par apocope, c'est-à-dire par le procédé morphologique qui consiste à retrancher plutôt familièrement les dernières syllabes d'un mot.

## Biographie
Le groupe participe à ses premières séances d'improvisation (jams) à la Bastille, fort militaire surplombant la ville de Grenoble, lieu touristique également très fréquenté par les jeunes, et donne son premier concert en 1991, à l'occasion de la fête de la musique.
L'album En quête de sens…, sorti le 26 janvier 2009, très critique sur la société, avec ces instrumentaux qui ont fait son succès, marque le retour du groupe à ses racines.
Le 24 mars 2015, le groupe annonce la sortie de l'album Un autre monde est possible, avec l'apparition d'autres noms connus du reggae français tels que Naâman, Balik (Danakil), Yaniss Odua, Tiken Jah Fakoly et d'autres[source insuffisante].
En 2016, Sinsemilia sort son premier DVD, The Reggae Addicts Live, enregistré lors d'un concert chez eux à Grenoble, devant 4 000 personnes avec sur scène plusieurs invités tels Naâman, Danakil ou encore Dub Inc.
En 2019, après un an de pause, Sinsemilia annonce la sortie de l'album À l'échelle d'une vie (sortie avril 2019) et une tournée dans toute la France.
En 2021 le groupe célèbre comme il se doit ses trente ans, en sortant un triple album collector et en donnant un concert au Summum de Grenoble, leur berceau, le 27 novembre 2021. 

## Engagement politique
Le 21 juin 2005, alors que leur titre Tout le bonheur du monde connaît un énorme succès, ils sont invités par la rédaction de France 2 pour le journal télévisé de 13 heures. Ils commencent alors leur prestation en entamant leur tube, comme prévu, mais l'interrompent rapidement pour enchaîner sur Bienvenue en Chiraquie, chanson très engagée politiquement, ce qui provoque un petit scandale médiatique. Ce coup d'éclat leur a attiré de vives critiques de la part de la chaîne télévisée et de l’Élysée.

## Les projets personnels et participations
Les nombreux membres de Sinsemilia ont mené divers projets personnels et participé à de nombreuses collaborations. Parmi ces initiatives, plusieurs membres se sont rapprochés de Tiken Jah Fakoly pour collaborer sur des projets mettant en avant des groupes de reggae africains.
Riké et Mike ont été particulièrement remarqués. En 2020, ils participent à La Main verte XXV sur l'album XXV de Tryo, en collaboration avec Massilia Sound System. Deux ans plus tard, en 2022, ils reprennent La Main verte - Douanier 007 sur l'album live Tout au Tour de Tryo, enregistré lors du concert anniversaire des 25 ans du groupe au Bercy. Ces participations reflètent leur engagement à rester actifs sur la scène musicale tout en célébrant des moments emblématiques de leurs parcours artistiques.
En juin 2003, Riké s'engage dans une carrière solo avec l'album Air frais, marqué par une approche plus proche de la chanson française. Les textes, écrits par son ami d'enfance Mike, se distinguent par un ton moins engagé que ceux des albums de Sinsemilia. Cet album comprend notamment une collaboration avec Tiken Jah Fakoly sur le titre Réveillez-vous. Riké poursuit sa trajectoire en solo tout en restant attaché au groupe. Son single Allez savoir pourquoi, publié ultérieurement, s'inscrit dans un registre plus orienté vers la variété, et il sort son deuxième album, Vivons !, le 29 janvier 2007.
Mike élargit son influence en créant sa propre structure, Echo Productions. Ce label accompagne des artistes tels que Les Suprêmes Dindes, Pep's, Djemdi, Riké, Junior Tshaka et Maxxo. Parmi les initiatives notables d'Echo Productions figurent les compilations Pas vus à la télé et Pas vu à la télé 2, qui réunissent des groupes de la scène française absents des médias traditionnels, dans une volonté de promouvoir des talents alternatifs.
D'autres membres de Sinsemilia, se sont engagés dans des projets variés. Ivan travaille comme ingénieur du son avec des groupes grenoblois tels que Djemdi et Wareika Hills, spécialisés dans le reggae. Fafa multiplie les collaborations, accompagnant la chanteuse suisse Yoanna sur scène, participant aux projets scéniques et discographiques de Djazia Satour, tout en menant son propre projet musical, « Léonid », en tant que chanteur. Zazz, quant à lui, est actif dans la production hip-hop et accompagne régulièrement des artistes, notamment Tiken Jah Fakoly, lors de tournées. Bozo se distingue par ses participations sur l’album Enfants soldats des Root'Secours, un album de Brahim et sur Watt the phoque du groupe Collapsus. Natty, avec le Spécial Hommage Band, composé notamment de Zazz et Roukin, a donné plusieurs concerts en hommage à Bob Marley.

## Membres

### Membres actuels
- Riké : chant, guitare (1990–aujourd'hui)
- Mike : chant, guitare (1990–aujourd'hui)
- Moussaya : guitare (1990–aujourd'hui)
- Natty : basse (1990–aujourd'hui)
- Roukin ou Rouquin : percussions (1990–aujourd'hui)
- Ivan : percussions (1990–aujourd'hui)
- Chid : effets sonores (1990–aujourd'hui)
- Zazz (ou Zaz) : claviers (1992[14])
- Olivah : trompette (2003–aujourd'hui)
- Bozo : saxophone ténor (2005–aujourd'hui)
- Ali : claviers (2008–aujourd'hui)
- Nordine : guitare (2008–aujourd'hui)
- Philippe : trompette (2014–aujourd'hui)

### Anciens membres
- Carine : saxophone alto (1990–2005)
- Loucos : saxophone ténor (1990–2005)
- Fafa (Fabien Daïan), alias Léonid[15] : trompette (1992[14]–2003)